# Эпистемология
Эпистемоло́гия (от др.-греч. ἐπιστήμη «научное знание, наука», «достоверное знание» + λόγος «слово», «речь») — философско-методологическая дисциплина, исследующая знание как таковое, его строение, структуру, функционирование и развитие. Нередко (особенно в английском языке) выступает как синоним гносеологии.
Гносеоло́гия (от др.-греч. γνῶσις «познание», «знание» + λόγος «слово», «речь») — философская дисциплина, занимающаяся исследованиями, критикой и теориями познания.
Тенденция к разграничению этих двух понятий характерна для неклассической (современной) философии, и при таком подходе:
- гносеология изучает отношение «субъект-объект»;
- эпистемология изучает отношение «объект-знание»[4][2].

## Типология и особенности

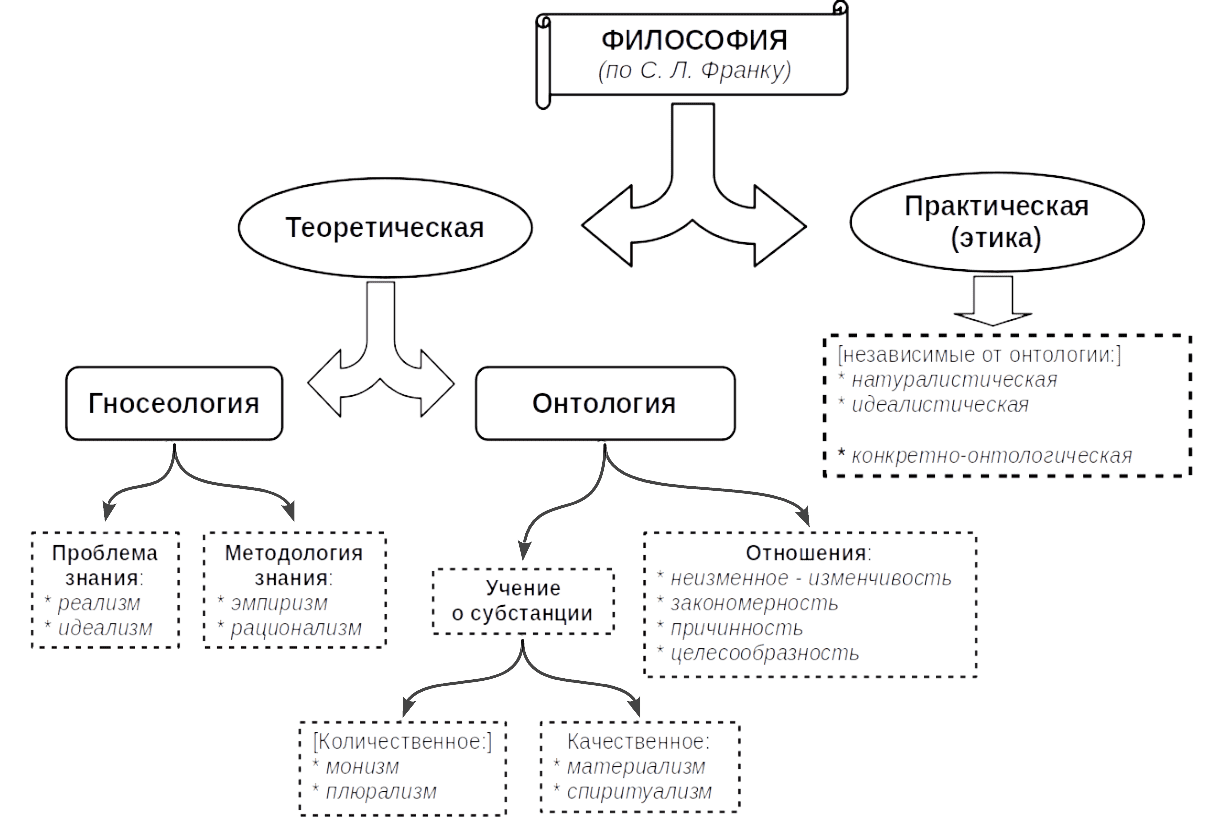
Схема философии по С. Л. Франку

С точки зрения того, какие проблемы находятся в фокусе внимания при исследовании, различают классическую и неклассическую эпистемологию; для каждого из указанных типов характерны определённые особенности.

### Особенности классической эпистемологии
1. Критицизм. Эпистемология может рассматриваться как критика того представления о знании, которое предлагается в рамках обыденного здравого смысла, научных концепций или других философских систем; она начинается с рассмотрения проблемы соотношения иллюзии и реальности, а также с проведения различий между мнением и знанием. Размышления на эту тему содержатся уже в диалогах Платона, который пришёл к заключению о том, что к числу необходимых характеристик знания должны относиться не только соответствие информации реальному положению дел, но и её обоснованность. Впоследствии, начиная с XVII века, соответствующая проблематика оказывается в центре внимания западноевропейской философии, и именно в этот период осуществляется так называемый «эпистемологический поворот». Активно обсуждается вопрос о том, что может считаться достаточным обоснованием знания; эпистемология критикует сложившиеся системы знания, отталкиваясь от некоего идеала знания. Этот процесс принимает различные формы: например, Ф. Бэкон и Р. Декарт критиковали схоластическую метафизику и перипатетическую науку, Дж. Беркли — материализм и некоторые основополагающие идеи науки Нового времени, И. Кант — традиционную онтологию и некоторые научные дисциплины, например, рациональную (то есть теоретическую) психологию. Эпистемологический критицизм оказал влияние на А. Эйнштейна, который использовал концепцию Э. Маха при создании специальной теории относительности, а также проявился в использовании К. Поппером принципа фальсификации в его стремлении разграничить научное и ненаучное знание.
2. Фундаментализм и нормативизм. Требование обоснованности распространяется также и на идеал знания; соответственно, необходимо обнаружить некий фундамент, базу для всех человеческих знаний, не подвергаемую каким-либо сомнениям и обеспечивающую различение знания и не-знания. С этой точки зрения ключевым может считаться понятие нормы и соответствия этой норме, с обязательным проведением различия между фактически существующим и должным. Таким образом, к критической функции эпистемологии добавляется функция культурной легитимации определённых видов знания. В новоевропейской науке, к примеру, базовым считалось знание, основанное на эксперименте, то есть опыте, получаемом в специально созданных условиях, на основе математического моделирования объекта, в противоположность описательному знанию. Также в новое время эпистемологические концепции разделяются на два направления — эмпиризм (позиция, в соответствии с которой критерием обоснованности знания является степень его соответствия чувственному опыту человека) и рационализм (точка зрения, гласящая, что знание должно вписываться в систему «врождённых идей» либо категорий и схем разума, существующих априори). Кроме того, по отношению к норме существует разделение эпистемологии на психологистическое и антипсихологистическое направления. С точки зрения психологистов норма, обосновывающая знание, содержится в эмпирических фактах сознания, тогда как антипсихологисты возражают против такого представления.
3. Субъектоцентризм. Основанием для всей системы знания служит факт существования познающего субъекта; этот факт самодостоверен (согласно Р. Декарту) и неоспорим, в то время как всё прочее может быть успешно подвергнуто сомнению (тем самым присущий эпистемологии критицизм усиливается). Знание о том, что находится вне сознания, является опосредованным (тогда как знание того, что присутствует в сознании, считается непосредственным), и в связи с этим возникает ещё одна ключевая эпистемологическая проблема — каким образом вообще возможно познавать внешний мир и сознание других субъектов. Поиск решения этого вопроса вызывал трудности у исследователей и философов, особенно у сторонников идей материализма и реализма. В некоторых концепциях предлагалось снять указанную проблему как таковую, признав единственной реальностью сознание субъекта и рассматривая мир либо как совокупность ощущений (в эмпиризме), либо рационалистически — как мысленный конструкт, порождение разума. После Декарта проводилось также различение эмпирического и трансцендентального субъектов, последний из которых представлялся источником того, что эмпирический субъект осознаёт как существующее объективно. Существовали также некоторые пограничные по отношению к классической эпистемологии концепции, к примеру — учения Г. Гегеля или К. Поппера, создатели которых стремились преодолеть противопоставление субъективного и объективного миров.
4. Наукоцентризм. Поскольку эпистемология в её классическом виде сложилась в связи с формированием науки Нового времени и выступала в качестве средства её легитимации, большинство концепций в рамках этой дисциплины рассматривали в качестве высшей формы знания именно научное знание, признавая реальность определённых предметов или явлений исходя из позиции науки по этому вопросу. К примеру, И. Кант полагал исходно оправданным факт существования научного знания, а неокантианцы впоследствии уравнивали эпистемологию с теорией науки[5].

### Особенности неклассической эпистемологии
В конце XX века начала формироваться так называемая неклассическая эпистемология, довольно радикально отличающаяся от классической. Глобальные изменения в современной культуре предписывают новое понимание знания и познания вместе с иным отношением эпистемологии к другим наукам; соответственно, меняются проблематика и методы, используемые в исследованиях. Неклассическая эпистемология характеризуется следующими особенностями:
1. Пост-критицизм. Основной в данном случае является мысль о том, что для всякой критики необходима некоторая опорная точка, не подвергаемая сомнению в данное время и в данных условиях — так что установка на недоверие заменяется её противоположностью, установкой на доверие к результатам деятельности. В сущности, пост-критицизм опирается на идею о том, что познание не может начинаться с нуля — не отменяя при этом, впрочем, собственно философского критицизма как такового. Смена контекста, в частности, может приводить к возникновению новых смыслов в познавательных традициях, считавшихся утратившими актуальность.
2. Отказ от фундаментализма. Поскольку познавательные нормы подвергаются разнообразным модификациям в ходе развития человеческого знания, исследователи приходят к выводу о том, что формулировать жёсткие нормативные требования и предписания не представляется возможным. В связи с этим разрабатываются новые концепции, предлагающие альтернативный взгляд на соответствующие вопросы — «натурализованная», «генетическая», «экспериментальная», «эволюционная» эпистемология и т. д. Кроме того, отмечается также и коллективность получения знания, которая подразумевает изучение опосредованных культурой и историей связей между субъектами познания.
3. Отказ от субъектоцентризма. Проблема субъекта получает в рамках современной эпистемологии принципиально иное рассмотрение: предполагается, что познающий субъект изначально включён в реальный мир и в систему взаимоотношений с людьми, а следовательно, в фокусе внимания оказываются причины, процесс и результат порождения и формирования индивидуального сознания. Л. Выготский, в частности, указывал, что внутренний мир сознания может представляться продуктом межсубъектного взаимодействия, в том числе коммуникативного; эти идеи были использованы исследователями, предложившими коммуникативный подход к постижению феномена познания.
4. Отказ от наукоцентризма. Хотя наука представляет собой наиболее важный способ познания действительности, он, однако, не является единственным и не может окончательно заменить собой все прочие. Альтернативные формы и виды знания также подлежат изучению. При этом важно, что научное знание не только не исключает другие его формы, но и взаимодействует с ними; хотя наука может и не следовать, к примеру, здравому смыслу, она, тем не менее, должна считаться с ним[5].

Теория познания на протяжении многих веков развивалась в рамках философии. По мнению М. А. Розова, важной тенденцией современной эпистемологии является разработка научного подхода к исследованию процессов познания. В изучении человеческого познания, как это произошло, например, с физикой или биологией, постепенно выделяются проблемы, доступные для исследования научными методами, и формируется особая наука о человеческом познании. В ней, как и в любой науке, должны проводиться эмпирические исследования и развиваться теоретические представления, объясняющие эмпирический материал. (См. также Методологический натурализм.)

## Основные проблемы эпистемологии
- Проблема истины
  - Истина и смысл
- Проблема метода
  - Сущность познания
  - Формы познания (наука, религия, искусство, идеология, здравый смысл)
  - Эмпирический и теоретический уровень познания
  - Принципы познания
  - Вера, интуиция и знание
  - Структура и формы опыта
  - Специфика и критерии научного познания
  - Понимание и объяснение

## Понятия и вопросы эпистемологии
- Понятия:
  - знание
  - познание
  - сознание
  - чувство
  - разум
  - рассудок
  - истина
- Основной вопрос — познаваем ли мир в принципе?
- Ответы на этот вопрос у разных философских течений выглядят по-разному:
  - гносеологический оптимизм — мир познаваем, границ познания нет, необходимы лишь время и средства[7].
  - агностицизм — мир непознаваем в принципе, человек не познаёт мир, а строит виртуальный мир на основе чувственного восприятия.
  - скептицизм — мы познаём феноменальный мир, познаваемость подлинного мира проблематична.
  - солипсизм — единственно-несомненно реально существую Я, все остальное — плод моей фантазии, кроме меня мне познавать нечего.

## История эпистемологии
Познание вообще и научное познание в частности сделалось предметом особо пристального внимания философов задолго до появления «эпистемологии/гносеологии».

### Античная философия
- Одним из первых эпистемологическую проблему ставит Парменид, вводя различия между истиной и мнением. Истина — это знание бытия, поэтому её главными критериями являются непротиворечивость, неизменность и вневременность. Сократ разрабатывает один из первых методов познания — майевтику — опирающийся на представление о предсуществовании истины[источник не указан 4689 дней], которая сокрыта от конкретного субъекта его мнением. Платон трактовал подлинное знание как воспоминание, возможное вследствие былой причастности души к миру идей. Аристотель закладывает основы рационализма, разрабатывая такой метод познания как аналитика.

### Библия
В Библии сказано, что Бог дал человеку «неложное познание существующего, чтобы познать устройство мира и действие стихий» (Прем. 7:17).

### Средневековая философия
- Европейская средневековая философия рассматривает знание как благодать, исходящую от Бога. Бог себя обнаруживает в творении и в откровении, поэтому эпистемология становится герменевтикой — искусством истолкования Библии. Ориген разрабатывает учение о трёх уровнях понимания. Схоласты разрабатывают концепцию дедуктивного способа получения знания.

### Новоевропейская философия
- В новоевропейской философии осуществляется т. н. гносеологический поворот, то есть вопросы познания становятся центральной темой философии. Здесь конкурируют традиции рационализма (Декарт, Лейбниц) и эмпиризма (Бэкон, Локк, Юм), первая из которых продолжает схоластическую традицию дедуктивного познания, а вторая утверждает тезис, согласно которому всякое знание происходит из опыта.

### Немецкая классическая философия
- Кант ставит вопрос о предпосылках знания, то есть о сфере трансцендентального и отрицает возможность адекватного познания мира.
- В гегелевском понимании вопроса логика целиком и полностью, без иррационального остатка, покрывает собою все поле проблем познания, не оставляет за пределами своих границ ни образов созерцания, ни образов фантазии. Она включает их рассмотрение в качестве внешних (в чувственно воспринимаемом материале осуществлённых) продуктов деятельной силы мышления, ибо они — то же самое мышление, только опредмеченное не в словах, суждениях и умозаключениях, а в чувственно противостоящих индивидуальному сознанию вещах (поступках, событиях и т. д.). Логика целиком и без остатка сливается здесь с теорией познания потому, что все остальные познавательные способности рассматриваются как виды мышления, как мышление, ещё не достигшее адекватной формы выражения, ещё не созревшее до неё.

### Неокантианство
Только к концу XIX столетия термин «гносеология» входит в обиход в качестве обозначения особой науки, особой области исследований.
Конституирование гносеологии в особую науку и исторически, и по существу связано с широким распространением неокантианства, которое на протяжении последней трети XIX столетия становится наиболее влиятельным направлением философской мысли Европы и превращается в официально признанную школу профессорско-университетской философии сначала в Германии, а затем во всех тех районах мира, откуда по традиции ездили в германские университеты люди, надеявшиеся получить там серьёзную философскую подготовку.
Своеобразной чертой неокантианства была специфическая форма постановки проблемы познания, которая, несмотря на разногласия между различными ответвлениями школы, сводилась к следующему:
…учение о знании, выясняющее условия, благодаря которым становится возможным бесспорно существующее знание, и в зависимости от этих условий устанавливающее границы, до которых может простираться какое бы то ни было знание и за которыми открывается область одинаково недоказуемых мнений, принято называть „теорией познания“ или „гносеологией“… Конечно, теория познания наряду с только что указанной задачей вправе поставить себе ещё и другие — дополнительные. Но, если она хочет быть наукой, имеющей смысл, то прежде всего она должна заниматься выяснением вопроса о существовании или несуществовании границ знания…А. И. Введенский, Логика как часть теории познания. М.-Пг., 1923, с. 29.
По мнению Э. Д. Ильенкова, данное определение русского неокантианца Введенского точно и чётко указывает особенности гносеологии в понимании неокантианства и всех тех школ, которые возникли под его преобладающим влиянием; а сходные формулировки можно найти у Риккерта, Вундта, Кассирера, Виндельбанда.

### Марксизм
Развивая точку зрения Гегеля, марксизм рассматривает логику тождественной теории познания. С этой точки зрения логика является не чем иным, как теорией, выясняющей всеобщие схемы развития познания и преобразования материального мира общественным человеком. Как таковая, она и есть теория познания; всякое иное определение задач теории познания неизбежно приводит к той или другой версии кантианского представления.
По мнению Ф. Энгельса, «…из всей прежней философии самостоятельное существование сохраняет ещё учение о мышлении и его законах — формальная логика и диалектика. Всё остальное входит в положительную науку о природе и истории» (Маркс К., Энгельс Ф. Соч. 2-е изд., т, 20, с. 25). Марксизм полагает, что специфически человеческое отражение мира в сознании — это познавательное отражение, поэтому, как подчёркивал В. Ленин, теория познания должна опираться на широкое философское обобщение онтогенеза и филогенеза познания, на анализ истории познания и культуры в целом.

### Современная философия
В современной философии эпистемология разбивается на два течения:
- В одном из них делается акцент на иррациональных способах познания, в частности на интуиции и понимании. В условиях кризиса классического рационализма особое внимание уделяется поиску критерия научности, которая видится в консенсусе научных сообществ (концепция интерсубъективности), а также в разоблачении логоцентризма с помощью деконструкции.
- В другом основном направлении современной эпистемологии делается акцент на абстрактную структуру знания, на социальные предпосылки создания и функционирования знания. Основное направление эпистемологии, изучающей структуру знания — джастификационизм, — исходит из существования определения знания как истинного и обоснованного мнения (true justified belief, см. также проблема Гетье), структурируется и функционирует как научная дисциплина со своими подразделами (см. когерентизм, дефляционизм, фаллибилизм). Направление эпистемологии, изучающей социальные предпосылки создания знания (социальная эпистемология, социология знания), также структурируется как научная дисциплина. Наибольшее влияние на эпистемологию в данной области оказала социология, методы case studies.

## Теории познания
Теория познания или гносеология, — раздел философии, изучающий взаимоотношение субъекта и объекта в процессе познавательной деятельности, отношение знания к действительности, возможности познания мира человеком, критерии истинности и достоверности знания. Теория познания исследует сущность познавательного отношения человека к миру, его исходные и всеобщие основания.

### Гносеологический позитивизм

#### Реалистические доктрины
```
                           
Реалистические доктрины

                                     |
                                     |
                                     |
                 ------------------------------------------
                 |                   |                    |
                 |                   |                    |
                 |                   |                    |
          
Наивный реализм
       
Натурализм
        
Праксеологические концепции

                                     |                    |
                                     |                    |
                                     |                    |
                        
Нативизм
 <---|                    |---> 
Прагматический материализм

                                     |                    |
                    
Редукционизм
 <---|                    |---> 
Диалектический материализм

                                     |                    |
      
Эволюционная эпистемология
 <---|                    |
                  |                                       |
                  |                                       |
                  |                                       |
                  |---> 
Генетическая эпистемология
 <------|
                  |
                  |---> 
Натуралистическая эпистемология

                  |
                  |---> 
Социальная эпистемология
```

#### Имманентная теория познания
- Имманентный позитивизм (Авенариус)
- Платонический имманизм (Соловьёв)
- Имманентный объективизм (Беркли)

## Формы познания
- Чувственное познание — уровень ощущений, восприятий и представлений.
- Рациональное познание — уровень абстракций, выраженных в гипотезах, теориях, законах и причинно-следственных связях. На уровне рационального познания человек способен построить модель события с тем, чтобы его действие было наиболее эффективным. Формы рационального познания: понятие, суждение и умозаключение.
- Сверхчувственное познание — интеллектуальная интуиция, метафизика, непосредственное знание, черпаемое субъектом из глубины самого себя. Данный вид познания особенно распространён в мистических течениях традиционных религий. С другой стороны, рациональное познание в значительной степени опирается именно на сверхчувственное познание на этапе формулирования гипотез и теорий.

## Объяснение и понимание
Проблема объяснения и понимания следует из проблемы соотношения веры и знания, где вера постепенно уступает место интуиции. Объяснение основано на логической модели события, построенной по аналогии с другими событиями. Понимание подразумевает интуитивное познание события в его уникальности и неповторимости.

## Роль бессознательного
Американский исследователь профессор Ричард Нисбетт экспериментально показал, что многие мыслительные процессы, отвечающие за эмоции и познание, недоступны для сознания индивида.

## Проблематика истины
Признавая недостижимость абсолютной истины, человек сталкивается с проблемой оценки истинности его предположений о будущем. Так происходит различение абсолютной и относительной истины. Относительная истина — это модель, сравнительная адекватность и вероятность  события, гарантирующая наибольшую эффективность. Относительность истины — утверждение (теория), что абсолютная истина (или полное знание) труднодостижима или недостижима вовсе.